# 진창규
진창규은 대한민국의 텔레비전 드라마 연출감독이다.

## 학력 및 경력
- MBC 드라마본부 PD
- 서울대 고고미술사학과

## 드라마
- 2017년 MBC 월화특별기획 《역적 : 백성을 훔친 도적》(공동연출)
- 2018년 MBC 월화미니시리즈 《배드파파》(연출)
- 2020년 MBC 수목미니시리즈 《십시일반》(연출)
- 2022년 tvN 월화드라마 《군검사 도베르만》(연출)
- 2025년 SBS 금토드라마 《보물섬》(연출)